# 吳開業
吳開業（？—？），字和眾，福建龍溪人，清朝政治人物。
康熙五十年（1711年）由海澄縣學中舉，雍正二年（1724年）成甲辰科進士，授福州府學教授。雍正十二年（1734年），調任臺灣府儒學教授。秩滿後，於乾隆三年（1738年）陞任安徽祁門知縣，不久致仕歸里，居家二十載。曾主講芝山書院。享壽九十歲。